# Finale della Coppa del mondo per club FIFA 2007
La finale della 4ª edizione della Coppa del mondo per club FIFA si è tenuta il 16 dicembre 2007 all'International Stadium di Yokohama tra gli argentini del Boca Juniors, vincitori della Coppa Libertadores 2007, e gli italiani del Milan, vincitori della UEFA Champions League 2006-2007. Le due squadre si erano già affrontate in precedenza nella Coppa Intercontinentale 2003, vinta dalla squadra argentina ai tiri di rigore.

## Il cammino verso la finale
Il Boca Juniors ha superato in semifinale l'Étoile du Sahel, campione della CAF Champions League 2007, per 1-0.
Il Milan è arrivato in finale eliminando gli Urawa Red Diamonds, vincitori della AFC Champions League 2007, per 1-0.

## La partita
La gara è fin dai primi minuti molto combattuta con il Milan che potrebbe segnare già al 6' con Inzaghi (tiro a lato su assist di Seedorf); gli argentini rispondono con González che non approfitta di un'uscita a vuoto di Dida. Al 21' il Milan passa in vantaggio: Kaká prova il tiro tra due avversari e sulla ribattuta serve Inzaghi che appostato al centro dell'area batte Caranta. Il Boca Juniors non demorde e perviene al pareggio due minuti dopo con Palacio che di testa supera il portiere rossonero. Il secondo tempo si apre col nuovo vantaggio del Milan: al 50' Nesta insacca sugli sviluppi di un calcio di punizione battuto da Pirlo. I rossoneri sprecano altre due buone occasioni prima di realizzare il terzo gol con Kaká (61'), che dopo una pregevole azione personale sulla sinistra batte Caranta. Il gol di Inzaghi su assist dello scatenato trequartista brasiliano (71') chiude definitivamente la contesa e il gol di Ledesma all'85' su deviazione ininfluente di Ambrosini, serve solo a rendere meno pesante il passivo.
Per il Milan si tratta del primo successo nella competizione, dopo aver vinto tre edizioni della Coppa Intercontinentale (1969, 1989, 1990). I rossoneri diventano inoltre il primo club nella storia del calcio a ottenere per quattro volte il titolo di campione del mondo.

## Tabellino
| Arbitro: | Marco Rodríguez |

|                         |           |                                     |
| Palacio 23’ Ledesma 85’ | Marcatori | 21’, 71’ Inzaghi 50’ Nesta 61’ Kaká |

| Boca Juniors | Milan |

| Boca Juniors (4-1-2-1-2) |    |                         |     |     |
|                          |    |                         |     |     |
| P                        | 12 | Mauricio Caranta        |     |     |
| DCS                      | 20 | Jonathan Maidana        |     |     |
| DCD                      | 29 | Gabriel Paletta         | 73’ |     |
| TS                       | 3  | Claudio Morel Rodríguez |     |     |
| CD                       | 5  | Sebastián Battaglia     | 55’ |     |
| TD                       | 4  | Hugo Ibarra             | 40’ |     |
| CCD                      | 15 | Álvaro González         |     | 67’ |
| CO                       | 24 | Éver Banega             |     |     |
| CCS                      | 19 | Neri Cardozo            |     | 68’ |
| PS                       | 14 | Rodrigo Palacio         |     |     |
| PD                       | 9  | Martín Palermo (c)      |     |     |
| Sostituti                |    |                         |     |     |
| C                        | 8  | Pablo Ledesma           | 88’ | 67’ |
| C                        | 11 | Leandro Gracián         |     | 68’ |
| Allenatore               |    |                         |     |     |
| Miguel Russo             |    |                         |     |     |

| Milan (4-3-2-1) |    |                   |     |     |
|                 |    |                   |     |     |
| P               | 1  | Dida              |     |     |
| TD              | 25 | Daniele Bonera    |     |     |
| DCD             | 13 | Alessandro Nesta  |     |     |
| TS              | 4  | Kakha Kaladze     | 77’ |     |
| DCS             | 3  | Paolo Maldini (c) |     |     |
| CCS             | 8  | Gennaro Gattuso   |     | 65’ |
| CD              | 21 | Andrea Pirlo      |     |     |
| CCD             | 23 | Massimo Ambrosini | 22’ |     |
| COD             | 22 | Kaká              | 62’ |     |
| COS             | 10 | Clarence Seedorf  |     | 87’ |
| A               | 9  | Filippo Inzaghi   |     | 76’ |
| Sostituti       |    |                   |     |     |
| C               | 5  | Emerson           |     | 65’ |
| D               | 2  | Cafu              |     | 76’ |
| C               | 32 | Cristian Brocchi  |     | 87’ |
| Allenatore      |    |                   |     |     |
| Carlo Ancelotti |    |                   |     |     |